# 17-та армія (СРСР)
Сімна́дцята а́рмія (17 А) — загальновійськова армія у складі Збройних сил СРСР з 21 червня 1940 по серпень 1946. Дислокувалася в Монголії (штаб армії — м. Улан-Батор)

## Командування
- Командувачі:
  - комкор Жуков Г. К. (до травня 1940);
  - комдив, з 7 травня 1940 генерал-лейтенант Курочкін П. А. (травень 1940 — квітень 1941),
  - генерал-лейтенант Романенко П. Л. (травень 1941 — травень 1942)
  - генерал-майор Гастилович А. І. (травень 1942 — листопад 1943)
  - генерал-лейтенант Данилов А. І. (з листопада 1943 до кінця війни)